# Stylidium diplotrichum
Stylidium diplotrichum är en tvåhjärtbladig växtart som beskrevs av Wege. Stylidium diplotrichum ingår i släktet Stylidium och familjen Stylidiaceae. Inga underarter finns listade i Catalogue of Life.